# Імператор Японії
Імпера́тор Япо́нії (яп. 天皇, てんのう, МФА: [ten̚.noː], «Небесний господар») — монарх Японії, а також його титул і складова посмертного імені. Походить від правителів старояпонської держави Ямато IV — VII століття, що використовували титул «окімі». Інститут Імператора та зміст його повноважень мінялися залежно від епохи. У новітній час, згідно з чинною Конституцією, Імператор — це символ Японської держави і єдності японської нації. Його вважають номінальним головою держави, що править нею, але не управляє.
Імператор Японії, що править з 2019 року, — Його Імператорська Величність Нарухіто.

## Титули

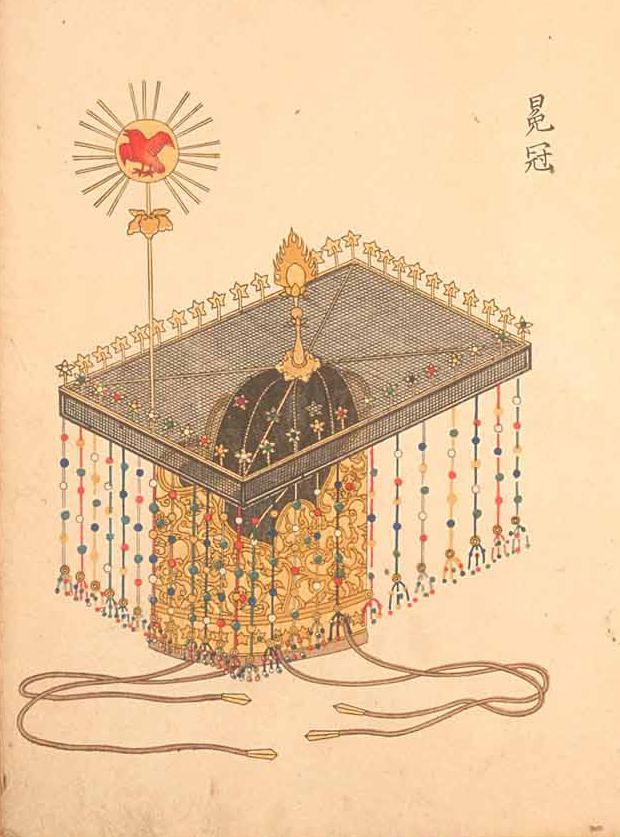
Церемоніальна корона Імператорів Японії.

Японське ієрогліфічне сполучення тенно  — «Небесний господар» — зазвичай перекладають українською мовою як «Імператор». Воно потрапило до Японії з Китаю. Стародавні японці вимовляли це сполучення як сумера мікото, субераґі або субероґі — «Панівний господар» і позначали ним власного монарха. У стародавньому Китаї воно звучало тяньхуан і вказувало на даоське божество Тяньхуана, уособлення Полярної зірки, господаря Неба й одного з трійці владик всесвіту. Термін «Небесний господар» був релігійним, тому в історії Китаю жоден правитель, за винятком імператора Гаоцзуна з династії Тан, не вживав це сполучення як титул.
За повідомленням «Анналів Японії» титул тенно стосовно японського монарха вперше використав принц-регент Шьотоку. 608 року він надіслав китайській стороні державну грамоту, в якій називав китайського правителя «Господарем і владикою Заходу», а японського — «Небесним господарем Сходу». Ймовірно, прийняття правителями стародавньої японської держави Ямато нового титулу тенно мусило підкреслити їхнє божественне походження і сакральну природу їхньої влади. Вони укріплювали свій статус всеяпонського первосвященика, який шляхом здійснення ритуалів та проведення свят зливався із божеством і керував країною від його імені. Саме таке розуміння цього титулу відбилося в його старояпонській назві сумера мікото, де сумера означало «управляти, правити», а мікото позначало «господаря» і «божество» одночасно.
Основним титулом японських монархів був тенно, проте існувало багато інших синонімічних титулів та звертань, що позначали їхню особу. Зокрема, з середини VII століття, для підкреслення поєднання божественної та людської природи правителя, його називали арахіто-ґамі — «боголюдина» або акіцу-мікамі — «втілене божество». Стародавній титул хі-но-міко — «син Сонця» використовувався для наголосу на походженні роду монарха від синтоїстської богині сонця Аматерасу. Також вживалися старояпонські титули і звертання, що підкреслювали найвище місце правителя у соціальній ієрархії:
| ітідзін — «найперший»                      | сейдзьо — «його свята високість»  |
| камі-ґоітідзін — «його найперша високість» | сюдзьо — «його панська високість» |
| кіндзьо — «його правляча високість»        | тоґін — «пануючий»                |
| кодзьо — «його господарська високість»     | тодай — «правлячий»               |
| окімі — «великий господар»                 | хідзірі — «святий»                |
| сісон — «його шанованість»                 | уе або камі — «його високість»    |

Окрім японських титулів вживалися і китайські, якими традиційно позначали імператорів китайських династій і які були тісно пов'язані з китайськими філософськими концепціями Піднебесної, мандату Неба, феншуй тощо. Наприклад:
| бандзьо — «міріада колісниць»                  | іттен бандзьо но кімі — «господар Піднебесної й міріади колісниць» |
| бандзьо но кімі — «господар міріади колісниць» | наммен — «південноликий»                                           |
| ґьо — «повелитель чотирьох морів»              | наммен но сі — «його південноликість»                              |
| іттен но кімі — «господар Піднебесної»         | тенсі — «син Неба»                                                 |

Також існувала низка титулів буддистського походження, оскільки японського монарха вважали покровителем буддизму в країні.
| дзендзю но арудзі — «пан десяти чеснот»    | конрін — «золоте колесо».                   |
| дзендзю но о — «ван десяти чеснот»         | конрін дзьоо — «святий ван золотого колеса» |
| дзендзю но кімі — «господар десяти чеснот» | сейко — «святий господар»                   |

Вживали також опосередковані назви, що позначали японського монарха. Вони виникли завдяки традиції табуювання імен правителів, а подекуди — і титулів. Зокрема, монарха часто називали словами, що асоціювалися з його резиденцією: мікадо — «ворота», уті — «покої», оояке — «двір» або сінґі — «палац». Оскільки доступ до резиденції було суворо регламентовано, правителя також іменували кінрі — «заброний палац» або кінтю — «той, хто в забороненому палаці». Інколи монарха називали відповідно до його транспортного засобу: дзьойо — «паланкін» або сяґа — «карета». Існувало також шанобливе звертання хейка — «підніжжя», що вказувало на підніжжя сходів Імператорського палацу. В українській мові це звертання традиційно передають як «Його величність».
Починаючи з 1868 року, після реставрації Мейдзі, основним офіційним титулом японських монархів у зносинах з правителями інших держав став титул тенно. Його перекладали на європейські мови як «Імператор». Поряд із цим титулом офіційно використовувався титул котей, прямий аналог китайського імператорського титулу хуанді. У квітні 1936 року, внаслідок уніфікації титулів, тенно став єдиним звертанням до японського монарха в міжнародних документах японською мовою.

## Імена

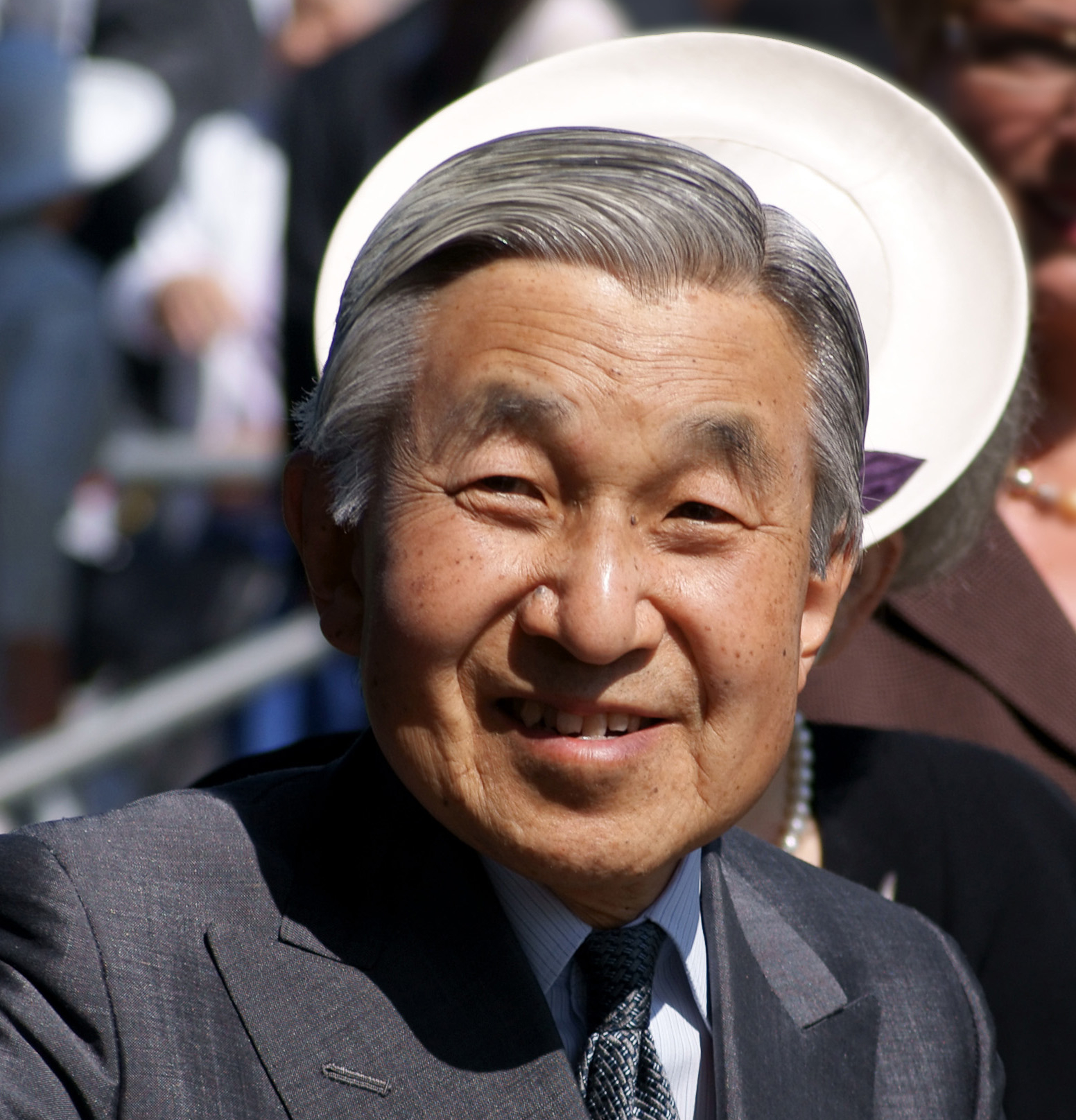
Його величність Акіхіто.

Японські Імператори не мають прізвищ. Їхні прижиттєві імена табуюють і не вживають в офіційних джерелах японською мовою. Після смерті Імператорів їх називають за посмертними іменами, які складаються з двох частин: імені, що прославляє чесноти покійного монарха, та титулу тенно — «Імператор». Наприклад:
| Прижиттєве ім'я                 | Посмертне ім'я                                                   |
| Каму ямато іваре хіко но мікото | Імператор Дзімму (дзімму тенно, Імператор Божественний воїн)     |
| Муцухіто                        | Імператор Мейдзі (мейдзі тенно, Імператор Просвітлене правління) |
| Хірохіто                        | Імператор Сьова (сьова тенно, Імператор Просвітленого миру)      |

Традиція надання посмертних імен зародилася у VIII столітті, в часи існування системи ріцурьо. За цією традицією, їх утворювали шляхом поєднання ієрогліфів, що були взяті з посмертних імен Імператорів-попередників. До посмертного імені також додавали назву місця знаходження Імператорського палацу покійного монарха і назву його гробниці. Після реставрації Мейдзі посмертні імена надають за іменем до девізу правління Імператора.
Ім'я Імператора, що править, також табуюють в японській мові. Його називають просто тенно — «Імператор» або кіндзьо тенно — «Правлячий Імператор». В українській мові такого монарха називають за прижиттєвим ім'ям, додаючи попереду останнього звертання «Його величність» або «Його величність Імператор».

## Історія

### Стародавність
У VI — VII століттях монархи центральнояпонської країни Ямато, що носили титул окімі, підкорили своїй владі кількох регіональних правителів кімі та ваке і створили централізовану державу — Японію. У VIII столітті, базуючись на китайському досвіді державного будівництва, вони розробили державну правову базу і прийняли новий титул тенно — «Імператор». Легітимність правління цих монархів ґрунтувалася на божественному авторитеті. Японські Імператори були первосвящениками релігії синто і під час щорічного свята збору врожаю ніїнамесай проходили обряд злиття із синтоїстськими божествами. Це свято поряд із торжеством престолонаслідування дайдзьосай було найбільшим святом стародавнього Імператорського двору.
У VIII — IX століттях, в період розквіту стародавньої японської держави, Імператори були повновладними суверенами країни і мали монополію здійснювати головні державні ритуали. Їхнє панування було обґрунтоване легендами і міфами, упорядкованими в «Записах про справи давнини» (708 hsr) та «Анналах Японії» (720 hsr). Релігійний авторитет Імператорів був підсилений новими закордонними вченнями: буддизмом, даосизмом, конфуціанством та китайськими окультними практиками. Члени Імператорського роду активно приймали буддизм, а державні ритуали запозичили форму даоських церемоній. Символами влади Імператорів були три божественні скарби — дзеркало, меч і маґатама. Їх передавали із покоління в покоління під час обряду престолонаслідування. Резиденція Імператорів перебувала в місті Кіото, яке було столицею країни.
З X століття Імператори стали поступово втрачати найвищу владу в Японії. Замість них керування Імператорським урядом перебрали на себе їхні регенти і радники з аристократичного роду Фудзівара, а з кінця XI століття — відставні Імператори, батьки або діди правлячих монархів.

### Середньовіччя

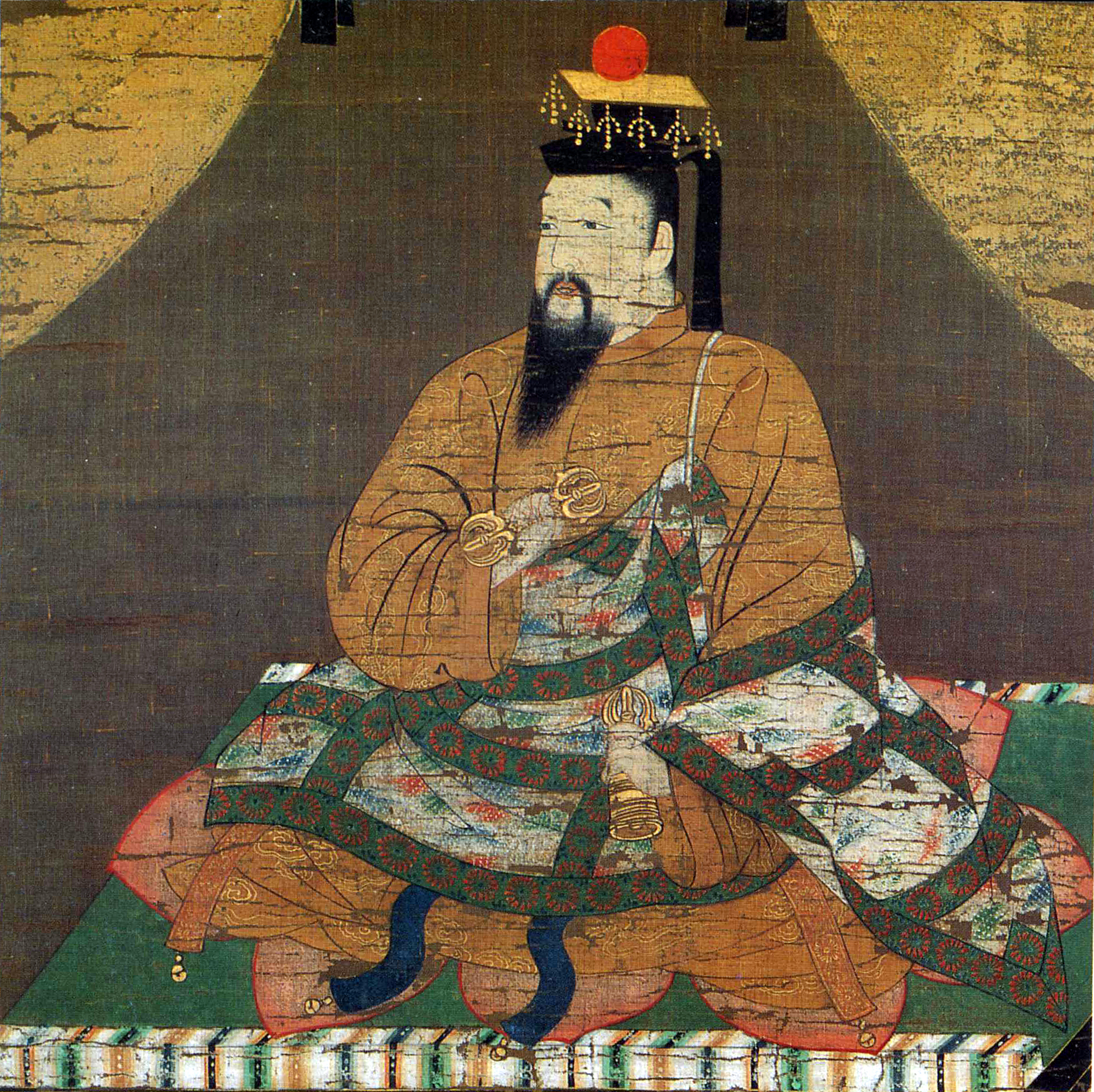
Імператор Ґо-Дайґо (1318—1339).

Наприкінці XII століття, з утворенням альтернативного самурайського уряду — сьоґунату в Камакурі, політичний вплив Імператорів та їхнього двору занепав. Після поразки двірцевої аристократії в антисьоґунатському повстанні 1221 року японський монарх повністю перетворився на номінального правителя. Попри це, Імператори залишалися головними розпорядниками державних церемоній та ритуалів. Їхній двір утримували за рахунок продажів вельможним самураям почесних посад в Імператорському уряді.
1333 року після падіння сьоґунату Імператор Ґо-Дайґо спробував відновити стародавню державну модель VII—IX століття, провівши реставрацію Кемму. Вона закінчилася соціально-політичною кризою і спричинила розкол японської Імператорського дому на Південну і Північну династії. Єдність дому було відновлено 1392 року зусиллями нового самурайського сьоґунату Муроматі, проте Імператора було усунено від управління країною. Через це протягом XV — XVI століття їхній двір деградував. Занепад був настільки глибоким, що найголовніше Імператорське свято збору урожаю не відзначали 220 років, а церемонія престолонаслідування відбувалася без протоколу. Крім цього з XIV століття впродовж 315 років не здійснювали обряд призначення монаршого спадкоємця — Великого сина Імператора. Усі Імператорські церемонії та ритуали відновили лише в XVIII столітті, за часів сьоґунату Токуґава.

### Новий час
Наприкінці XVI—XVII століття Японію, що переживала період самурайських міжусобиць, об'єднали в єдине ціле полководці Ода Нобунаґа, Тойотомі Хідейосі та Токуґава Ієясу. Вони виступали під прапорами підтримки Імператора та сприяли формальній реставрації цього стародавнього інституту. Такої ж політики дотримувався сьоґунат Токуґава (1603—1867 роки), який фінансово допомагав Імператорському дому та долучився до відновлення двірцевих обрядів. Водночас сьоґунат обмежував доступ японських монархів до керування державними справами. Фактично Імператори мали лише право змінювати й удосконалювати календар, змінювати девізи правління і надавати самураям номінальні посади в Імператорському уряді.
Загравання сьоґунату з Імператором, дало поштовх народженню ідеї «Шануймо Імператора!» в середовищі японських інтелектуалів. Її розробляли і популяризували науковці японознавчої течії кокуґаку та неоконфуціанці. У XIX столітті було створено прецедент для реставрації політичного впливу Імператора, коли сьоґунат звернувся до нього за дозволом на підписання договору з іноземцями. Антисьоґунатська опозиція скористалася цим і в 1860-х роках створила альтернативний Імператорський уряд у Кіото.

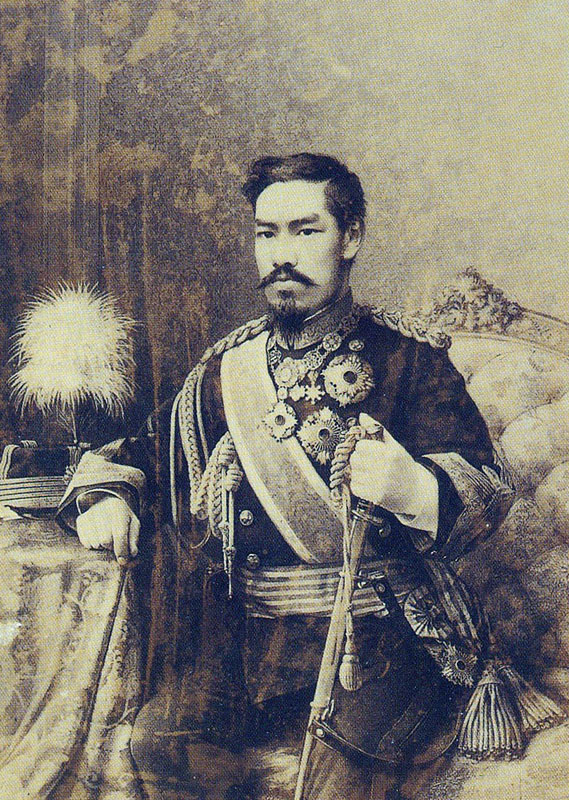
Імператор Мейдзі (1867—1912).

1868 року відбулася реставрація Мейдзі, під час якої ліквідували сьоґунат і відновили пряме Імператорське правління. Монаршу резиденцію і столицю країни перенесли з Кіото до Токіо. Як і в стародавні часи Імператор став уособленням найвищої політичної і релігійної влади в країні. Його статус визначила Конституція Великої Японської імперії та Закон про Імператорський дім 1889 року.
Імператора проголосили верховним правителем Японської імперії, божественною і недоторканою особою арахіто-ґамі, головою держави, наглядачем за діями усіх органів влади і гарантом Конституції. Йому надали право затверджувати і проголошувати закони, ухвалені Парламентом і оголошувати його збір та розпуск. Імператорські рескрипти могли набувати сили закону минаючи Парламент, якщо існувала загроза для держави чи громадського порядку, а сам Імператор, який відповідав за виконання законів, міг змінювати їх на власний розсуд задля примноження добробуту громадян. Його затвердили головою виконавчої влади і головнокомандувачем Збройних сил Японії, який мав право оголошувати війну, укладати мирні та інші договори. Імператору також належали права надання титулів і державних нагород та право помилування злочинців.
Одночасно з цим створили новий державний культ вшанування пращурів Імператорського роду та встановили нові державні торжества: свято заснування Імператорського титулу, свято заснування держави, свято імператора Дзімму та інші. Синто перетворили на державну релігію, первосвящеником якої став Імператор. Усі синтоїстські святилища країни були підпорядковані Імператорському святилищу Ісе, а їхні свята реформовані відповідно до змісту свят Імператорського двору.

### Новітній час
1945 року, після поразки Японії у Другій світовій війні, синто як державну релігію скасували, а наступного року Імператор проголосив декларацію людяності, якою відмовився від свого божественного статусу. Нова Конституція Японії 1947 року визначила його символом Японської держави і єдності японської нації, але позбавила права втручатися у державне управління. Відтепер Імператор може виконувати лише церемоніальні функції і мусить узгоджувати свої дії із Кабінетом Міністрів Японії. Зокрема японський монарх призначає Прем'єр-міністра Японії за поданням Парламенту та голову Верховного Суду Японії за поданням Кабінету Міністрів, проголошує поправки до Конституції, закони, урядові укази та договори, скликає Парламент і розпускає Палату Представників, а також проголошує проведення загальних виборів депутатів Парламенту. Також під наглядом Кабінету Міністрів він затверджує призначення і звільнення міністрів та державних службовців, підтверджує ратифікаційні грамоти і надає амністії, вручає державні нагороди, приймає іноземних послів і проводить державні церемонії. Свята і урочистості Імператорського двору втратили державно-публічний статус, перетворившись на приватні. Імператор і його сім'я обмежені у своїх майнових правах, і не можуть приймати чи дарувати майно без дозволу Парламенту.
Поряд з Конституцією ухвалили новий Закон про Імператорський дім від 1947 року, який визначив порядок престолонаслідування в Імператорському домі. За цим законом Імператор виконує свої обов'язки впродовж усього життя, а його наступник обирається серед чоловіків за чоловічою лінією.
На офіційному рівні в Японії та за кордоном Імператор виступає як «глава держави», проте це звання не закріплено за ним законодавством.

## Див. також

Печатка Імператора Японії.

## Список
|     |         |                             |  |     |             |                |  |      |               |               |
| 1.  | Дзімму  | (660 до Р.Х. — 585 до Р.Х.) |  | 46. | Кокен       | (749 — 758)    |  | 91.  | Ґо-Уда        | (1274 — 1287) |
| 2.  | Суйдзей | (581 до Р.Х. — 549 до Р.Х.) |  | 47. | Дзюннін     | (758 — 764)    |  | 92.  | Фушімі        | (1287 — 1298) |
| 3.  | Анней   | (549 до Р.Х. — 510 до Р.Х.) |  | 48. | Сьотоку     | (764 — 770)    |  | 93.  | Ґо-Фусімі     | (1298 — 1301) |
| 4.  | Ітоку   | (510 до Р.Х. — 477 до Р.Х.) |  | 49. | Конін       | (770 — 781)    |  | 94.  | Ґо-Нідзьо     | (1301 — 1308) |
| 5.  | Косьо   | (475 до Р.Х. — 393 до Р.Х.) |  | 50. | Камму       | (781 — 806)    |  | 95.  | Ханадзоно     | (1308 — 1318) |
| 6.  | Коан    | (392 до Р.Х. — 291 до Р.Х.) |  | 51. | Хейдзей     | (806 — 809)    |  | 96.  | Ґо-Дайґо      | (1318 — 1339) |
| 7.  | Корей   | (290 до Р.Х. — 215 до Р.Х.) |  | 52. | Саґа        | (809 — 823)    |  | 97.  | Ґо-Муракамі   | (1339 — 1368) |
| 8.  | Коґен   | (214 до Р.Х. — 158 до Р.Х.) |  | 53. | Дзюнна      | (823 — 833)    |  | 98.  | Тьокей        | (1368 — 1383) |
| 9.  | Кайка   | (158 до Р.Х. — 98 до Р.Х.)  |  | 54. | Німмьо      | (833 — 850)    |  | 99.  | Ґо-Камеяма    | (1383 — 1392) |
| 10. | Судзін  | (97 до Р.Х. — 29 до Р.Х.)   |  | 55. | Монтоку     | (850 — 858)    |  | 1.   | Коґон         | (1331 — 1333) |
| 11. | Суйнін  | (29 до Р.Х. — 70)           |  | 56. | Сейва       | (858 — 876)    |  | 2.   | Комьо         | (1336 — 1348) |
| 12. | Кейко   | (71 — 130)                  |  | 57. | Йодзей      | (876 — 884)    |  | 3.   | Суко          | (1348 — 1351) |
| 13. | Сейму   | (131 — 190)                 |  | 58. | Коко        | (884 — 887)    |  | 4.   | Ґо-Коґон      | (1352 — 1371) |
| 14. | Тюай    | (192 — 200)                 |  | 59. | Уда         | (887 — 897)    |  | 5.   | Ґо-Ен'ю       | (1371 — 1382) |
| 15. | Одзін   | (270 — 310)                 |  | 60. | Дайґо       | (897 — 930)    |  | 6*.  | Ґо-Комацу     | (1382 — 1412) |
| 16. | Нінтоку | (313 — 399)                 |  | 61. | Судзаку     | (930 — 946)    |  | 101. | Сьоко         | (1412 — 1428) |
| 17. | Рітю    | (400 — 405)                 |  | 62. | Муракамі    | (945 — 967)    |  | 102. | Ґо-Ханадзоно  | (1428 — 1464) |
| 18. | Хандзей | (406 — 410)                 |  | 63. | Рейдзей     | (967 — 969)    |  | 103. | Ґо-Цутімікадо | (1464 — 1500) |
| 19. | Інґьо   | (412 — 453)                 |  | 64. | Ен'ю        | (969 — 984)    |  | 104. | Ґо-Касівабара | (1500 — 1526) |
| 20. | Анко    | (454 — 456)                 |  | 65. | Кадзан      | (984 — 986)    |  | 105. | Ґо-Нара       | (1526 — 1557) |
| 21. | Юряку   | (456 — 479)                 |  | 66. | Ітідзьо     | (986 — 1011)   |  | 106. | Оґіматі       | (1557 — 1586) |
| 22. | Сейней  | (480 — 484)                 |  | 67. | Сандзьо     | (1011 — 1016)  |  | 107. | Ґо-Йодзей     | (1586 — 1611) |
| 23. | Кендзо  | (485 — 487)                 |  | 68. | Ґо-Ітідзьо  | (1016 — 1036)  |  | 108. | Ґо-Мідзуноо   | (1611 — 1629) |
| 24. | Нінкен  | (488 — 498)                 |  | 69. | Ґо-Судзаку  | (1036 — 1045[) |  | 109. | Мейсьо        | (1629 — 1643) |
| 25. | Бурецу  | (489 — 501)                 |  | 70. | Ґо-Рейдзей  | (1045 — 1068)  |  | 110. | Ґо-Комьо      | (1643 — 1654) |
| 26. | Кейтай  | (507 — 531)                 |  | 71. | Ґо-Сандзьо  | (1068 — 1073)  |  | 111. | Ґо-Сай        | (1655 — 1663) |
| 27. | Анкан   | (531 — 536)                 |  | 72. | Сіракава    | (1073 — 1087)  |  | 112. | Рейґен        | (1663 — 1687) |
| 28. | Сенка   | (537 — 539)                 |  | 73. | Хорікава    | (1087 — 1107)  |  | 113. | Хіґасіяма     | (1687 — 1709) |
| 29. | Кіммей  | (539 — 571)                 |  | 74. | Тоба        | (1107 — 1123)  |  | 114. | Накамікадо    | (1709 — 1735) |
| 30. | Бідацу  | (572 — 585)                 |  | 75. | Сутоку      | (1123 — 1142)  |  | 115. | Сакураматі    | (1735 — 1747) |
| 31. | Йомей   | (585 — 587)                 |  | 76. | Коное       | (1142 — 1155)  |  | 116. | Момодзоно     | (1747 — 1762) |
| 32. | Сусюн   | (587 — 592)                 |  | 77. | Ґо-Сіракава | (1155 — 1158)  |  | 117. | Ґо-Сакураматі | (1762 — 1770) |
| 33. | Суйко   | (593 — 628)                 |  | 78. | Нідзьо      | (1158 — 1165)  |  | 118. | Ґо-Момодзоно  | (1770 — 1779) |
| 34. | Дзьомей | (629 — 641)                 |  | 79. | Рокудзьо    | (1165 — 1168)  |  | 119. | Кокаку        | (1779 — 1817) |
| 35. | Коґьоку | (642 — 645)                 |  | 80. | Такакура    | (1168 — 1180)  |  | 120. | Нінко         | (1817 — 1846) |
| 36. | Котоку  | (645 — 654)                 |  | 81. | Антоку      | (1180 — 1185)  |  | 121. | Комей         | (1846 — 1867) |
| 37. | Саймей  | (655 — 661)                 |  | 82. | Ґо-Тоба     | (1183 — 1198)  |  | 122. | Мейджі        | (1867 — 1912) |
| 38. | Тендзі  | (661 — 672)                 |  | 83. | Цутімікадо  | (1198 — 1210)  |  | 123. | Тайсьо        | (1912 — 1926) |
| 39. | Кобун   | (672)                       |  | 84. | Дзюнтоку    | (1210 — 1221)  |  | 124. | Сьова         | (1926 — 1989) |
| 40. | Темму   | (673 — 686)                 |  | 85. | Тюкьо       | (1221)         |  | 125. | Акіхіто       | (1989 — 2019) |
| 41. | Дзіто   | (690 — 697)                 |  | 86. | Ґо-Хорікава | (1221 — 1232)  |  | 126. | Нарухіто      | (2019 —)      |
| 42. | Момму   | (697 — 707)                 |  | 87. | Сідзьо      | (1232 — 1242)  |  |      |               |               |
| 43. | Ґеммей  | (707 — 715)                 |  | 88. | Ґо-Саґа     | (1242 — 1246)  |  |      |               |               |
| 44. | Ґенсьо  | (715 — 724)                 |  | 89. | Ґо-Фукаса   | (1246 — 1259)  |  |      |               |               |
| 45. | Сьому   | (724 — 749)                 |  | 90. | Камеяма     | (1259 — 1274)  |  |      |               |               |

### Закони
- (яп.) Конституція Великої Японської Імперії [Архівовано 22 січня 2009 у Wayback Machine.] // Національна парламентська бібліотека Японії
- (яп.) Конституція Японії [Архівовано 10 грудня 2015 у Wayback Machine.] // Національна парламентська бібліотека Японії
- (яп.) «Закони Японії» // База даних Міністерства загальних справ Японії.
  - (яп.) № 3 від 16 січня 1947 року «Про Імператорський дім» // Закони Японії